# پیلرو
پیلرو (به انگلیسی: Pileru) یک منطقهٔ مسکونی در هند است که در Pileru mandal واقع شده‌است. پیلرو ۵٫۸۵ کیلومتر مربع مساحت و ۶۰٬۲۵۳ نفر جمعیت دارد.